# Clarkson Cup 2011
Der Clarkson Cup 2011 war die dritte Austragung des gleichnamigen Wettbewerbs zwischen vier Vertretern der Canadian Women’s Hockey League und Western Women’s Hockey League. Das Turnier wurde vom 24. bis 27. März 2011 in der Barrie Molson Centre in Barrie in der Provinz Ontario ausgetragen.
Die Stars de Montréal aus der CWHL erreichten das Finale ohne Punktverlust und besiegten im anschließenden Finale die Toronto Aeros mit 5:0 und gewannen damit zum zweiten Mal den 2005 gestifteten Clarkson Cup. Der Pokal wurde von Kyra Clarkson, der Tochter der Stifterin Adrienne Clarkson, übergeben.

## Modus
Nachdem im Vorjahr nur ein Halbfinale und Finale ausgespielt wurde, traten die vier Teilnehmer 2011 zunächst in einer Vorrunde an (Einfachrunde), in der die zwei Finalteilnehmer ermittelt wurden. Das Finale wurde in einem einzigen Spiel entschieden.

## Vorrunde
| 24. März 2011 12:00 Uhr (Ortszeit) | Brampton Thunder C. Piper (30:18) G. Apps (40:00) | 2:3 (0:2, 1:1, 1:0) Spielbericht | Toronto Aeros F. McPhail (8:34) M. Bonello (18:49) B. Smith (22:32) | Barrie Molson Centre, Barrie Zuschauer: 100 |

| 24. März 2011 18:00 Uhr | Stars de Montréal S. Vaillancourt (2:41) D. Thibault (14:32) E. Blais (17:52) D. Thibault (21:44) D. Thibault (44:37) | 5:1 (3:1, 1:0, 1:0) Spielbericht | Minnesota Whitecaps G. Marvin (12:41) | Barrie Molson Centre, Barrie Zuschauer: 240 |

| 25. März 2011 12:00 Uhr | Minnesota Whitecaps | 0:6 (0:1, 0:4, 0:1) Spielbericht | Toronto Aeros J. Botterill (12:53) F. McPhail (25:36) J. Brine (26:41) T. Bonhomme (29:35) M. Bonello (34:34) A. di Stasi (51:28) | Barrie Molson Centre, Barrie Zuschauer: 300 |

| 25. März 2011 19:00 Uhr | Stars de Montréal N. Marin (2:47) S. Vaillancourt (21:49) S. Vaillancourt (23:39) S. Vaillancourt (24:40) E. Luck (33:17) N. Marin (49:27) V. Davidson (53:03) | 7:4 (1:0, 4:2, 2:2) Spielbericht | Brampton Thunder G. Apps (21:51) C. Piper (36:10) G. Apps (41:02) G. Apps (49:39) | Barrie Molson Centre, Barrie Zuschauer: 1.000 |

| 26. März 2011 11:00 Uhr | Brampton Thunder G. Apps (13:34) J. Kirk (13:58) C. Piper (18:48) J. Kirk (33:40) B. Beazer (36:30) G. Apps (41:29) J. Kirk (59:57) | 7:2 (3:1, 2:1, 2:0) Spielbericht | Minnesota Whitecaps A. Thunstrom (14:09) J. Potter (21:42) | Barrie Molson Centre, Barrie Zuschauer: 500 |

| 26. März 2011 15:00 Uhr | Stars de Montréal S. Vaillancourt (15:48) S. Vaillancourt (30:35) | 2:1 (1:0, 1:0, 0:1) Spielbericht | Toronto Aeros T. Bonhomme (15:48) | Barrie Molson Centre, Barrie Zuschauer: 1.000 |

| Pl. |                     | Sp | S | OTN | N | Tore  | Punkte |
| 1.  | Stars de Montréal   | 3  | 3 | 0   | 0 | 14:06 | 6      |
| 2.  | Toronto Aeros       | 3  | 2 | 0   | 1 | 10:04 | 4      |
| 3.  | Brampton Thunder    | 3  | 1 | 0   | 2 | 13:12 | 2      |
| 4.  | Minnesota Whitecaps | 3  | 0 | 0   | 3 | 03:18 | 0      |

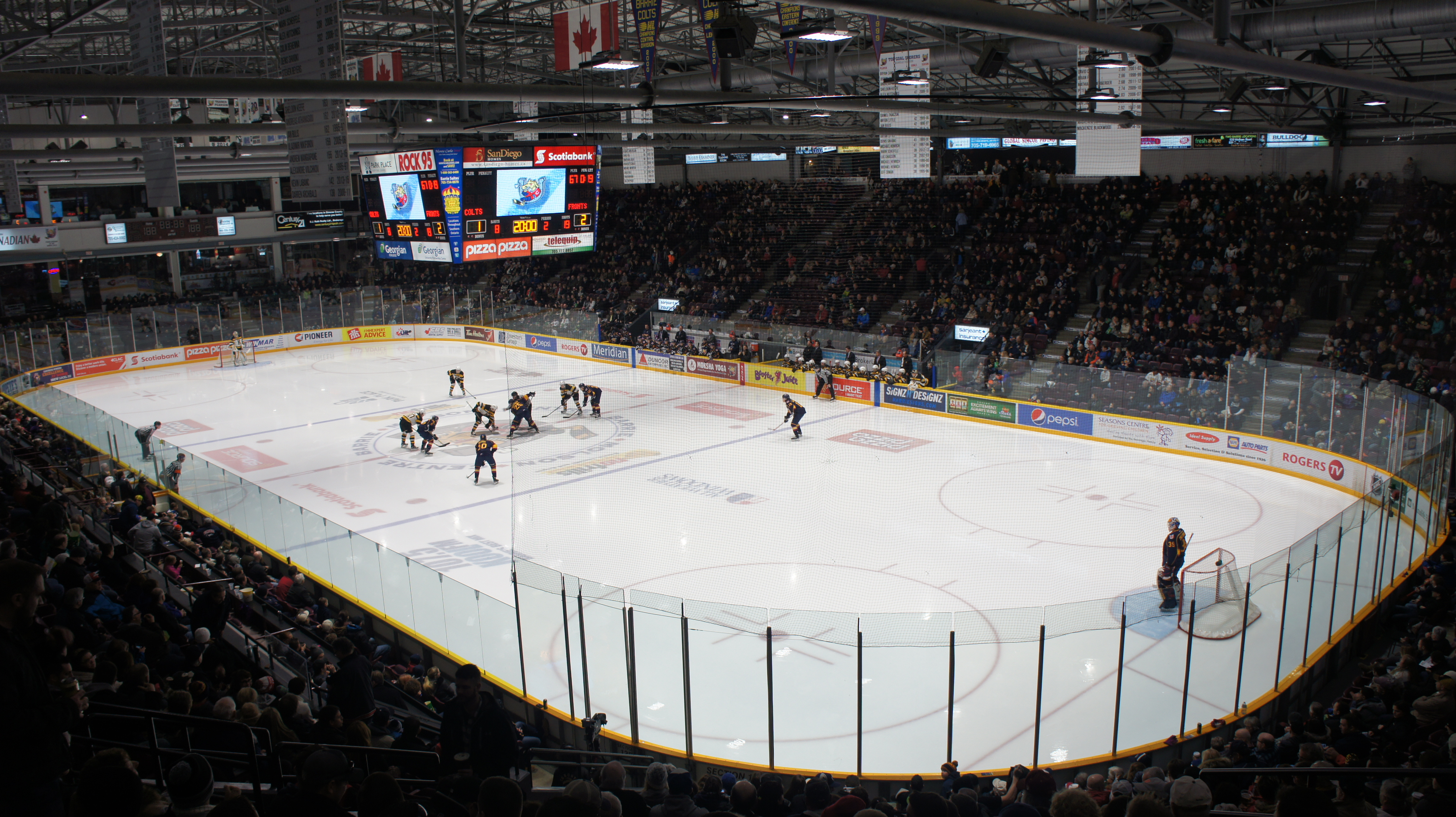
Innenansicht des Barrie Molson Centre

Abkürzungen: Pl. = Platz, Sp = Spiele, S = Siege, OTN = Niederlagen nach Verlängerung (Overtime), N = Niederlagen

Erläuterungen: Für das Finale qualifiziert

## Finale
| 27. März 2011 13:00 Uhr (Ortszeit) | Stars de Montréal V. Davidson (7:29) N. Marin (14:47) S. Harbec (30:36) S. Vaillancourt (42:42) C. Ouellette (45:33) | 5:0 (2:0, 1:0, 2:0) Spielbericht | Toronto Aeros | Barrie Molson Centre, Barrie Zuschauer: 2.300 |

## Statistik

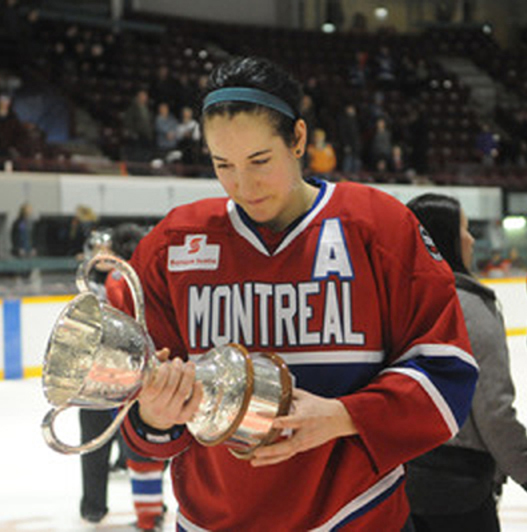
Caroline Ouellette mit dem Clarkson Cup, 27. März 2011

### Beste Scorerinnen
Quelle: pointstreak.com; Abkürzungen: Sp = Spiele, T = Tore, V = Assists, Pkt = Punkte, +/− = Plus/Minus, SM = Strafminuten; Fett: Saisonbestwert
| Spieler            | Mannschaft | Sp | T | V | Pkt | +/− | SM |
| ------------------ | ---------- | -- | - | - | --- | --- | -- |
| Sarah Vaillancourt | Montréal   | 4  | 7 | 0 | 7   | +5  | 6  |
| Gillian Apps       | Brampton   | 3  | 6 | 1 | 7   | +6  | 14 |
| Noémie Marin       | Montréal   | 4  | 3 | 3 | 6   | +1  | 0  |
| Dominique Thibault | Montréal   | 4  | 3 | 3 | 6   | +1  | 2  |
| Cherie Piper       | Brampton   | 3  | 3 | 3 | 6   | +4  | 6  |
| Caroline Ouellette | Montréal   | 4  | 1 | 5 | 6   | +1  | 4  |
| Sabrina Harbec     | Montréal   | 4  | 1 | 5 | 6   | +4  | 0  |
| Emmanuelle Blais   | Montréal   | 4  | 1 | 4 | 5   | +4  | 4  |
| Jayna Hefford      | Brampton   | 3  | 0 | 5 | 5   | +3  | 4  |

### Beste Torhüterinnen
Quelle: pointstreak.com; Abkürzungen: Sp = Spiele, Min = Eiszeit (in Minuten), GT = Gegentore, SO = Shutouts, Sv% = gehaltene Schüsse (in %), GTS = Gegentorschnitt; Fett: Turnierbestwert
| Spieler            | Mannschaft | Sp | Min    | S | N | OTN | GT | GTS  | SVS | Sv%  | SO |
| ------------------ | ---------- | -- | ------ | - | - | --- | -- | ---- | --- | ---- | -- |
| Kim St-Pierre      | Montréal   | 4  | 240:00 | 4 | 0 | 0   | 6  | 1,50 | 136 | 95,8 | 1  |
| Sami Jo Small      | Toronto    | 4  | 200:00 | 2 | 1 | 0   | 8  | 2,40 | 150 | 94,9 | 1  |
| Kira Hurley        | Brampton   | 2  | 120:00 | 1 | 1 | 0   | 5  | 2,50 | 57  | 91,9 | 0  |
| Megan van Beusekom | Minnesota  | 2  | 120:00 | 0 | 2 | 0   | 12 | 6,00 | 73  | 85,9 | 0  |

## Auszeichnungen
- Most Valuable Player und Topscorer: Sarah Vaillancourt, Stars de Montréal